# Marathon van Fukuoka 1964
De marathon van Fukuoka 1964 werd gelopen op zondag 6 december 1964. Het was de 18e editie van de marathon van Fukuoka. Aan deze wedstrijd mochten alleen mannelijke elitelopers deelnemen. De Japanner Toru Terasawa kwam als eerste over de streep in 2:14.48,2.

## Uitslagen
| rang   | naam                | land | tijd      |
| ------ | ------------------- | ---- | --------- |
| Goud   | Toru Terasawa       | JPN  | 2:14.48,2 |
| Zilver | Takayuki Nakao      | JPN  | 2:15.42   |
| Brons  | Hidekuni Hiroshima  | JPN  | 2:17.18,6 |
| 4      | Masatsugu Futsuhara | JPN  | 2:17.23,8 |
| 5      | Morio Shigematsu    | JPN  | 2:17.56,8 |
| 6      | Kimio Karasawa      | JPN  | 2:18.10,6 |
| 7      | Satoru Nakamura     | JPN  | 2:18.31   |
| 8      | Ryoichi Masuda      | JPN  | 2:19.02   |
| 9      | Yoshikazu Funasako  | JPN  | 2:19.15   |
| 10     | Mitsuo Minami       | JPN  | 2:19.31   |
| 11     | Kazuo Matsubara     | JPN  | 2:19.55   |
| 12     | Hisakazu Sato       | JPN  | 2:20.02   |
| 13     | Katsunori Sato      | JPN  | 2:20.18   |
| 14     | Sang-Hoon Lee       | KOR  | 2:22.11   |
| 15     | Nobuyoshi Sadanaga  | JPN  | 2:22.20   |
| 16     | Toshiaki Sakai      | JPN  | 2:22.26   |
| 17     | Akinori Makino      | JPN  | 2:22.54   |
| 18     | Jeff Julian         | NZL  | 2:23.06   |
| 19     | Teruyoshi Kuroda    | JPN  | 2:23.14   |
| 20     | Kazuo Ito           | JPN  | 2:23.40   |
| 21     | Takao Okamachi      | JPN  | 2:24.02   |
| 22     | Ryuichiro Kamo      | JPN  | 2:24.33   |
| 23     | Vaclav Chudomel     | TCH  | 2:24.58   |
| 24     | Chiyuki Kaneshige   | JPN  | 2:25.03   |

1947 ·
1948 ·
1949 ·
1950 ·
1951 ·
1952 ·
1953 ·
1954 ·
1955 ·
1956 ·
1957 ·
1958 ·
1959 ·
1960 ·
1961 ·
1962 ·
1963 ·
1964 ·
1965 ·
1966 ·
1967 ·
1968 ·
1969 ·
1970 ·
1971 ·
1972 ·
1973 ·
1974 ·
1975 ·
1976 ·
1977 ·
1978 ·
1979 ·
1980 ·
1981 ·
1982 ·
1983 ·
1984 ·
1985 ·
1986 ·
1987 ·
1988 ·
1989 ·
1990 ·
1991 ·
1992 ·
1993 ·
1994 ·
1995 ·
1996 ·
1997 ·
1998 ·
1999 ·
2000 ·
2001 ·
2002 ·
2003 ·
2004 ·
2005 ·
2006 ·
2007 ·
2008 ·
2009 ·
2010 ·
2011 ·
2012 ·
2013 ·
2014 ·
2015 ·
2016 ·
2017